# 바코네
바코네(이탈리아어: Vacone)는 이탈리아 라치오주 리에티도에 위치한 코무네다. 로마로부터 북쪽 60km, 리에티로부터 서쪽 20km 거리에 있다.